# 第一次世界大戦戦勝記念章

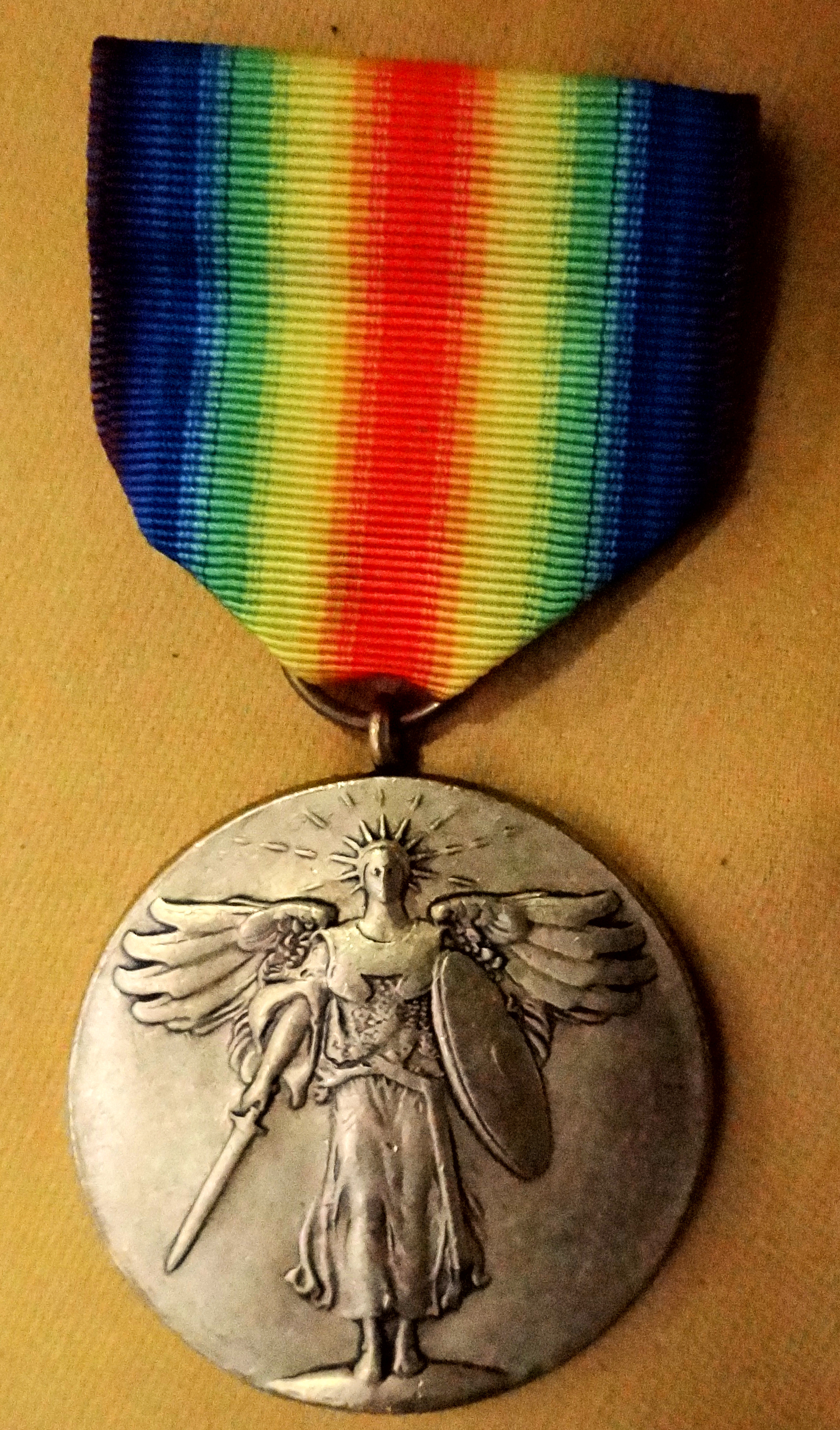

第一次世界大戦戦勝記念章（World War I Victory Medal）はジェームズ・E・フレイザーにデザインされたアメリカ軍の勲章。1945年に第二次世界大戦戦勝記念章が制定されるまでは、単に戦勝記念章として知られていた。

## 授与基準
戦勝記念章は1917年4月6日から1918年11月11日までの間に従軍した軍人、または以下のいずれかの遠征に従軍した軍人に授与された。
- 1918年11月12日から1919年8月5日の間にヨーロッパ・ロシアに派遣されたアメリカ遠征軍
- 1918年11月23日から1920年4月1日の間のアメリカ遠征軍シベリア遠征[3]

## 外観
表面には盾と剣を持った翼のあるウィクトーリアが描かれている。裏面はメダルの上部に沿った曲線で「The Great War For Civilization」とすべて大文字で描かれている。